# Anna żagańska (ok. 1480–1541)
Anna żagańska, cz. Anna Zaháňská (ur. ok. 1480 w Żaganiu, zm. 28 października 1541 w Oleśnicy) – księżniczka żagańska jako córka Jana II Szalonego, księżna ziębicka w 1498–1536, oleśnicka w 1502–1536 i hrabina kłodzka w 1511–1536 jako żona Karola I Podiebradowicza, z głogowsko-żagańskiej linii Piastów śląskich.

## Życiorys
Urodziła się jako czwarta z pięciu córek Jana II Szalonego (1435–1504), księcia żagańskiego, i jego żony Katarzyny Przemyślidki (1443–1505), córki Wilhelma (ok. 1410–1452), księcia opawskiego. Najstarsza z sióstr Małgorzata (1465–1502) została wydana za węgierskiego możnowładcę Mikołaja Bánffy'ego, pana Alsólendvy, a po jego śmierci za Jana Hampę (ok. 1465–1528). Ojciec Anny podjął politykę zbliżenia do obozu husyckiego, co potwierdził wydaniem kolejnych córek za synów czeskiego królewicza Henryka I Starszego (1448–1498). Salomeę (1475–1514) za Albrechta (1468–1511), dziedzicznego hrabiego kłodzkiego, a Jadwigę (1476–1524) za Jerzego (1470–1502), następcę księstwa oleśnickiego.
Sama Anna 7 stycznia 1488 w Żaganiu poślubiła trzeciego z braci Karola (1476–1536), dziedzicznego księcia ziębickiego. Przy jego boku, wraz ze śmiercią teścia, 24 czerwca 1498 została księżną ziębicką. Po bezpotomnej śmierci młodszego szwagra – oleśnicką (10 listopada 1502). Pierwszy ze szwagrów również nie pozostawił po sobie męskiego potomka, dzięki czemu 12 lipca 1511 objęła przy mężu hrabstwo kłodzkie.
Zmarła w 1541 w Oleśnicy. Została pochowana w kościele św. Anny w Ząbkowicach Śląskich.

## Krąg rodzinny
Z małżeństwa Anny i Karola pochodzi dwanaścioro dzieci:
- Henryk Starszy (1497);
- Anna (1499–1504);
- Katarzyna (1500–1507);
- Małgorzata (1501–1551) ⚭ Jan Zjąc z Klap (1486–1553) pan Bydyni nad Orlą[12];
- Joachim (1503–1562), biskup Brandenburga;
- Kunegunda (1504–1532) ⚭ Krzysztof Černohorský z Božkovíc;
- Urszula (1505–1539) ⚭ Hieronim Biberstein[13];
- Henryk II Młodszy (1507–1548), książę oleśnicki ⚭ Małgorzata (1515–1559), córka Henryka V Zgodnego (1479–1552), księcia Meklemburgii-Schwerinu, i Heleny reńskiej (1493–1524);
- Jadwiga (1508–1531) ⚭ Jerzy Pobożny (1484–1543), książę karniowski, syn Fryderyka IV Starszego (1460–1536), księcia Ansbach i Bayreuth, oraz Zofii Jagiellonki (1464–1512), królewny polskiej;
- Jan (1509–1565), książę ziębicki ⚭ 1) Krystyna Katarzyna (1519–1556), hrabina szydłowiecka, córka Krzysztofa (1466–1532), kanclerza wielkiego koronnego, i Zofii Targowskiej[14], 2) Małgorzata (1516–1580), córka Henryka II Młodszego (1489–1568), księcia Brunszwiku-Wolfenbüttel, i Marii wirtemberskiej (1496–1541);
- Barbara (1511–1539), ksieni norbertanek w Strzelinie;
- Jerzy II (1512–1553), hrabia kłodzki ⚭ Elżbieta Kostka z Pustopic.

## Przodkowie
| Prapradziadkowie              | ks. żagański Henryk V Żelazny (1312–1369) ∞1337 Anna płocka (1318–1363)             | ks. opolski Władysław Naderspan (1326–1401) ∞ok. 1365 Eufemia mazowiecka (1344–1424) | elektor Saksonii Wacław (ok. 1337–1388) ∞1376 Cecylia z Carrary (ok. 1360–1435)  | ks. legnicki Robert (1347–1409) ∞1372 Jadwiga żagańska (ok. 1340–1390)           | ks. opawski Mikołaj II (ok. 1288–1365) ∞ok. 1360 Judyta niemodlińska (ok. 1340–1379) | ks. ziębicki Bolesław III (ok. 1344–1410) ∞ok. 1370 Eufemia Zofia bytomska (ok. 1350–1411) | Půta Starszy, pan Častolovic (ok. 1360–1403) ∞ok. 1382 Anna oświęcimska (ok. 1366–1454)  | Albrecht, pan Koldic (ok. 1380–1448) ∞ok. 1400 Anna ze Saidy (ok. 1385–ok. 1450)         |
| Pradziadkowie                 | ks. żagański Henryk VIII Wróbel (1357–1397) ∞1388 Katarzyna opolska (ok. 1367–1420) | ks. żagański Henryk VIII Wróbel (1357–1397) ∞1388 Katarzyna opolska (ok. 1367–1420)  | elektor Saksonii Rudolf III (ok. 1367–1419) ∞1396 Barbara legnicka (1372–1436)   | elektor Saksonii Rudolf III (ok. 1367–1419) ∞1396 Barbara legnicka (1372–1436)   | ks. opawski Przemysł I (1365–1433) ∞ok. 1405 Katarzyna ziębicka (ok. 1390–1422)      | ks. opawski Przemysł I (1365–1433) ∞ok. 1405 Katarzyna ziębicka (ok. 1390–1422)            | Půta Młodszy, pan Častolovic (ok. 1385–1434) ∞ok. 1420 Anna z Koldic (ok. 1405–ok. 1450) | Půta Młodszy, pan Častolovic (ok. 1385–1434) ∞ok. 1420 Anna z Koldic (ok. 1405–ok. 1450) |
| Dziadkowie                    | ks. żagański Jan I (ok. 1385–1439) ∞1408 Scholastyka saska (1391–1463)              | ks. żagański Jan I (ok. 1385–1439) ∞1408 Scholastyka saska (1391–1463)               | ks. żagański Jan I (ok. 1385–1439) ∞1408 Scholastyka saska (1391–1463)           | ks. żagański Jan I (ok. 1385–1439) ∞1408 Scholastyka saska (1391–1463)           | ks. opawski Wilhelm (ok. 1410–1452) ∞1442 Salomea z Častolovic (ok. 1426–1489)       | ks. opawski Wilhelm (ok. 1410–1452) ∞1442 Salomea z Častolovic (ok. 1426–1489)             | ks. opawski Wilhelm (ok. 1410–1452) ∞1442 Salomea z Častolovic (ok. 1426–1489)           | ks. opawski Wilhelm (ok. 1410–1452) ∞1442 Salomea z Častolovic (ok. 1426–1489)           |
| Rodzice                       | ks. żagański Jan II Szalony (1435–1504) ∞1462 Katarzyna Przemyślidka (1443–1505)    | ks. żagański Jan II Szalony (1435–1504) ∞1462 Katarzyna Przemyślidka (1443–1505)     | ks. żagański Jan II Szalony (1435–1504) ∞1462 Katarzyna Przemyślidka (1443–1505) | ks. żagański Jan II Szalony (1435–1504) ∞1462 Katarzyna Przemyślidka (1443–1505) | ks. żagański Jan II Szalony (1435–1504) ∞1462 Katarzyna Przemyślidka (1443–1505)     | ks. żagański Jan II Szalony (1435–1504) ∞1462 Katarzyna Przemyślidka (1443–1505)           | ks. żagański Jan II Szalony (1435–1504) ∞1462 Katarzyna Przemyślidka (1443–1505)         | ks. żagański Jan II Szalony (1435–1504) ∞1462 Katarzyna Przemyślidka (1443–1505)         |
| Anna żagańska (ok. 1480–1541) |                                                                                     |                                                                                      |                                                                                  |                                                                                  |                                                                                      |                                                                                            |                                                                                          |                                                                                          |

## Sarkofag

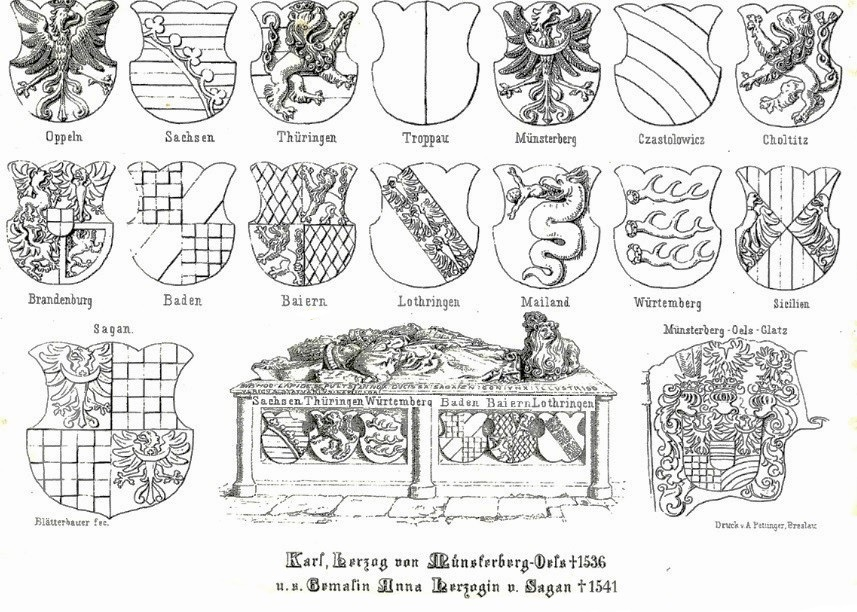

W  kaplicy Kauffunga kościoła św. Anny w Ząbkowicach znajduje się sarkofag księcia Karola I Podiebradowicza i jego żony księżnej Anny Żagańskiej, który pierwotnie stał w prezbiterium oraz epitafia Sigismunda Kaufunga von Chlum (zm. 1573) i jego syna (zm. 1634), rycerzy z ziemi ząbkowickiej. Na ścianach sarkofagu według Hansa Lutscha były herby.
Herby
- leżący nad głową: Karola I Podiebradowicza księstwa ziębickiego
- leżący nad głową: Anny Żagańskiej księstwa żagańskiego
- z przodu:  Sicilien (Królestwa Sycylii)[17]; Koldicz (von Colditz)[18]
- z tyłu: Sagan (księstwo żagańskie), Brandenburg (Brandenburgii)

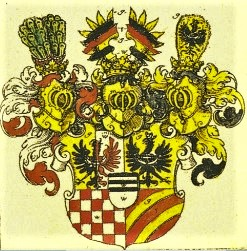
Herb Karola I (księstwo ziębickie)
Herb Anny (księstwo żagańskie)
Herb Królestwa Sycylii
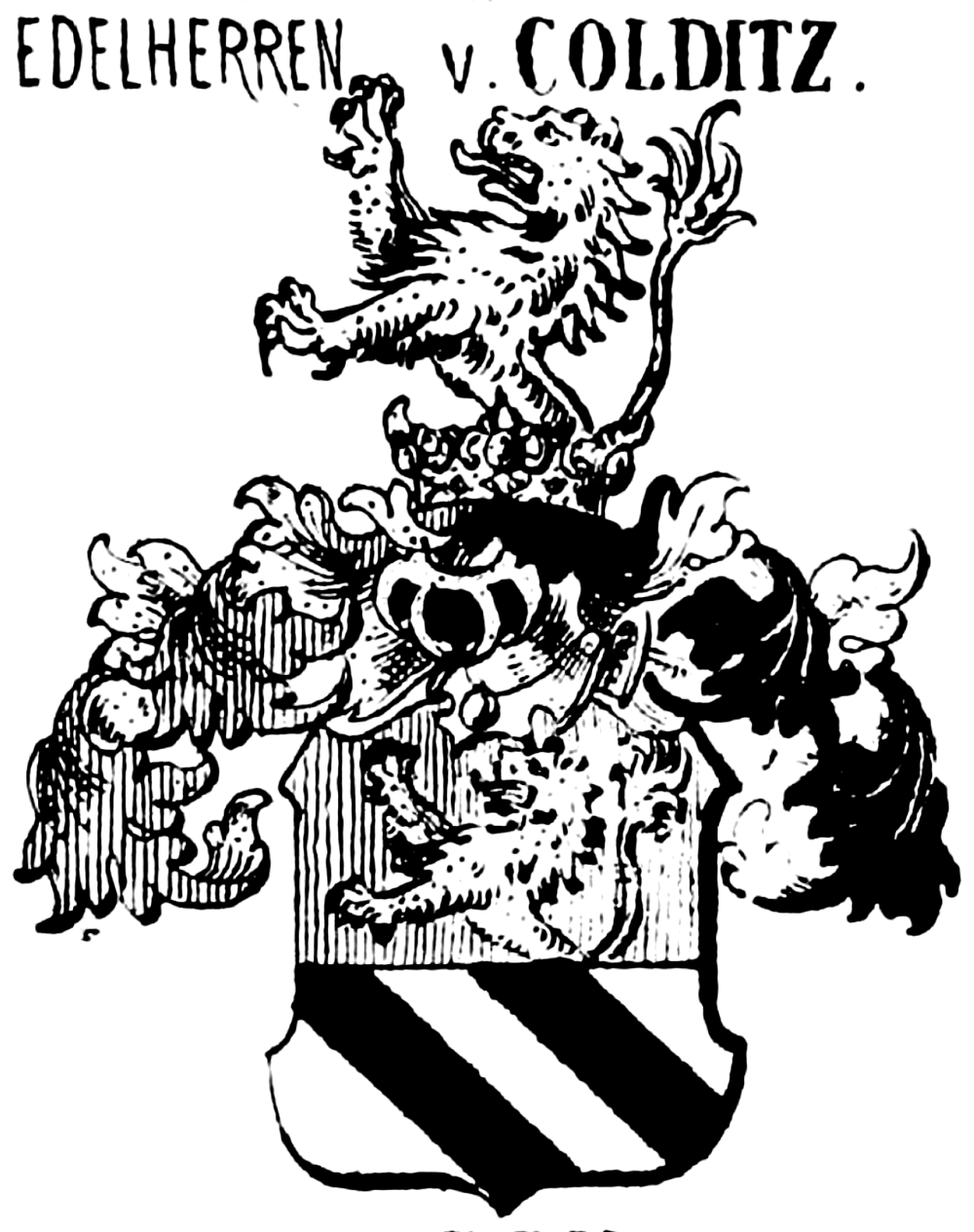
Herb Koldic  (von Colditz)
Herb księstwa żagańskiego
Herb Urszuli Branderburskiej(inne języki) (pole)

- po lewej stronie: Mesisen (Marchii Miśnieńskiej); Bayern (Bawarii), Meiland (Księstwa Mediolanu)[19]; Luthringen (Lotaryngii)[20]; Wirtemberg (Wirtembergii);  Baden (Badenii)[21]

Herb Marchii Miśnieńskiej
Herb Bawarii
Herb Księstwa Mediolanu
Herb Lotaryngii
Herb Wirtembergii
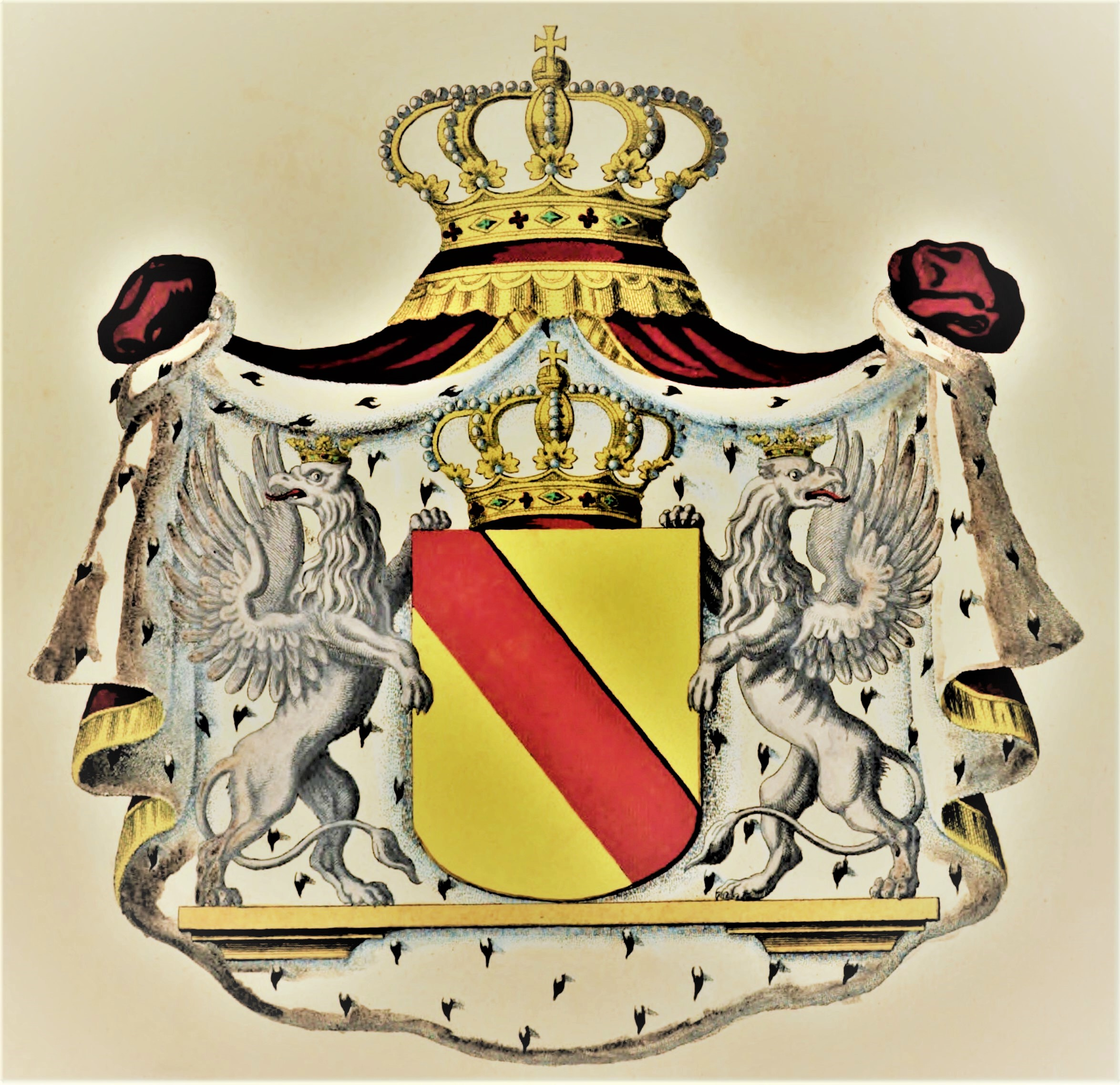
Herb Badenii (odmiana)

- po prawej stronie: Tschestolowicz (von Czastolowicz)[22]; Monsterberg (księstwa ziębickiego)[23], Troppen (księstwa opawskiego)[24], Duringen (Thüringen, Turyngii)[25], Sachsen (Saksonii)[26]; Oppeln (księstwa opolskiego)[27][28].

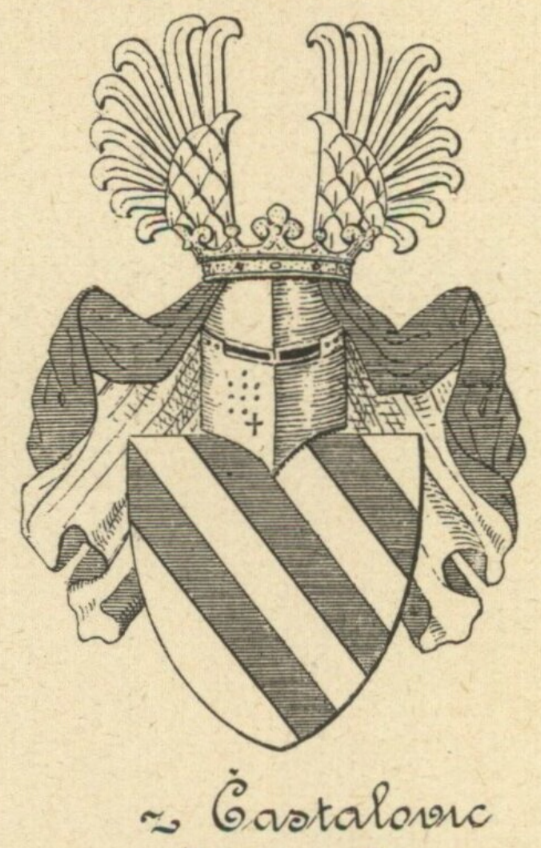
Herb Tschestolowicz (Častolovic)
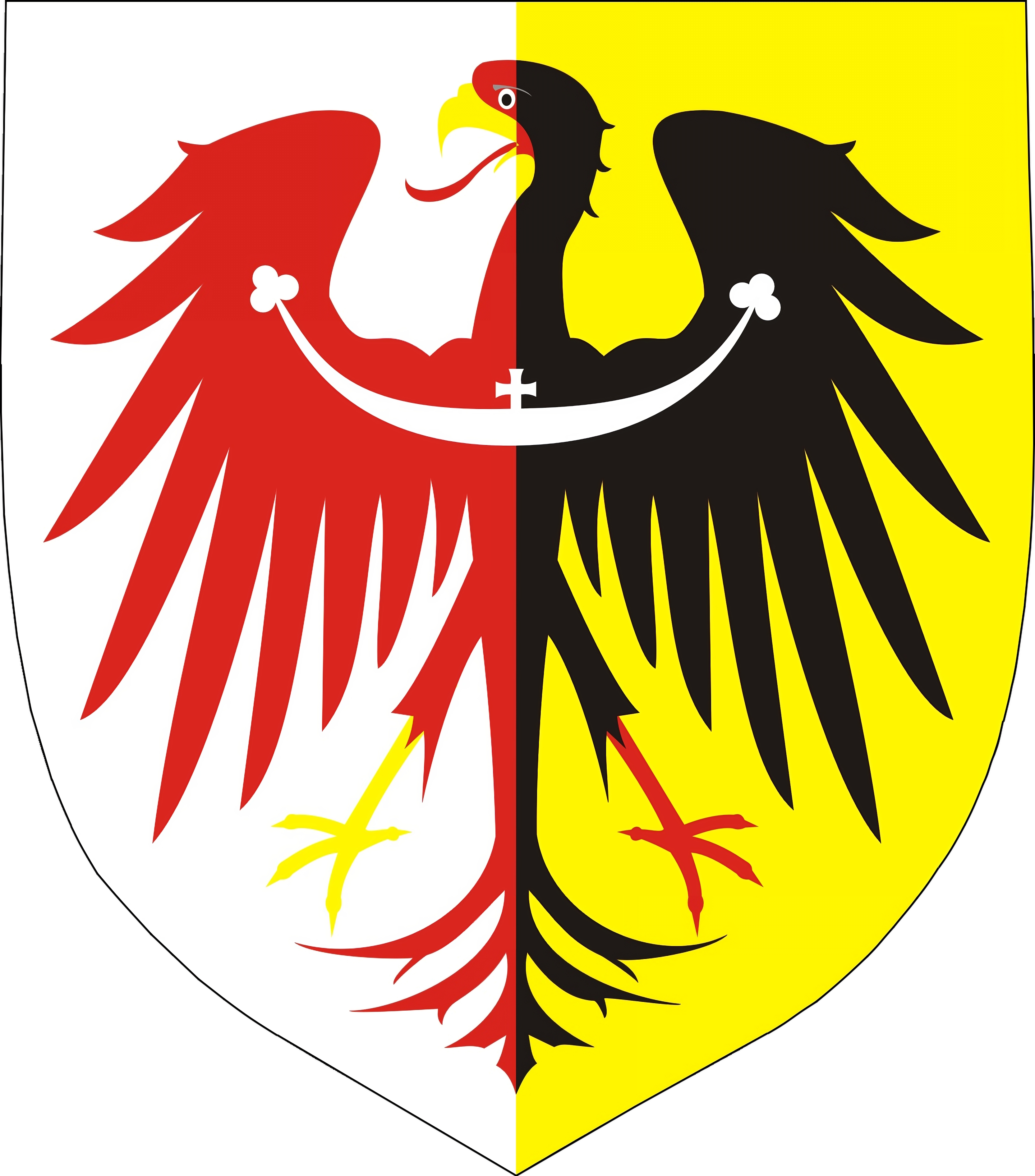
Herb księstwa ziębickiego
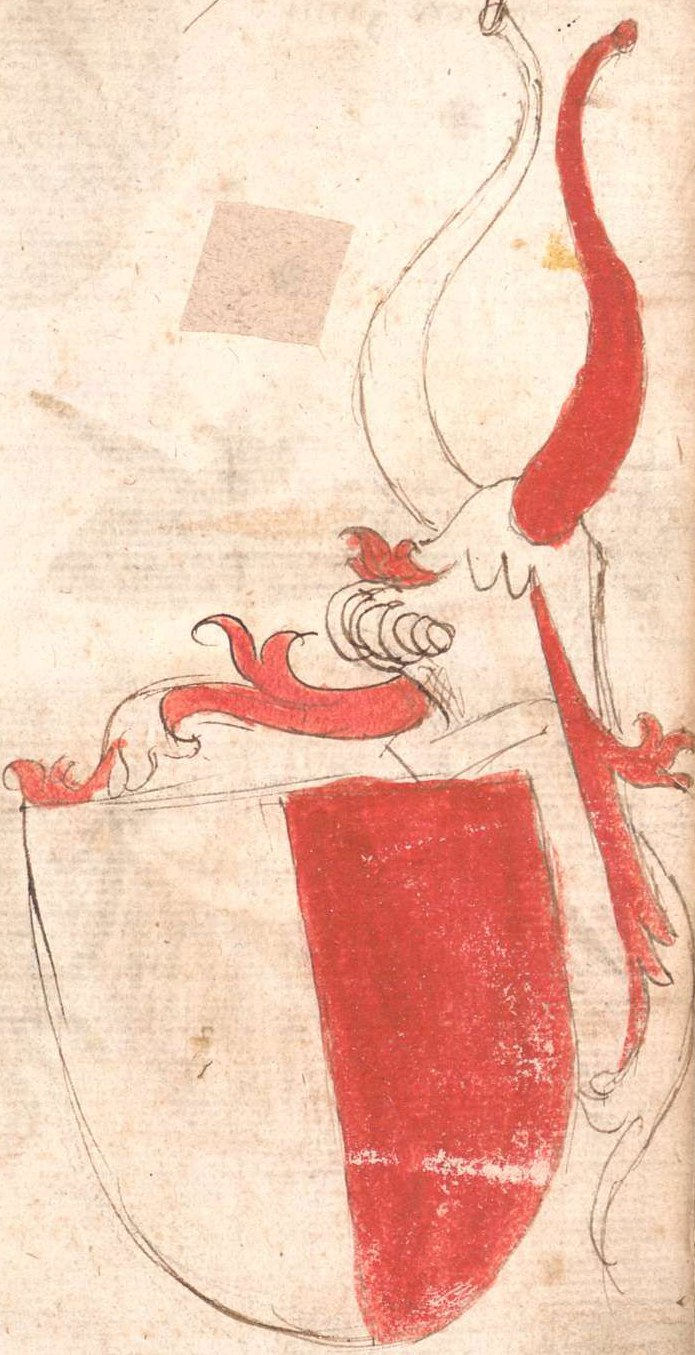
Herb księstwa opawskiego
Herb Turyngii
Herb Saksonii
Herb księstwa opolskiego